# Friedrich Ludwig von Sckell

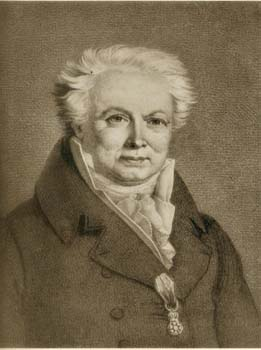
Friedrich Ludwig von Sckell.

Friedrich Ludwig von Sckell (13 de septiembre de 1750, Weilburg - 24 de febrero de 1823, Múnich) fue un paisajista alemán nacido en Weilburg an der Lahn. Es considerado el fundador del jardín inglés en Alemania, que introdujo a expertos alemanes con sus escritos sobre el diseño de jardines. La forma de agrupar y elegir las plantas todavía es utilizada, hasta el punto, en el paisajismo alemán en la actualidad.

## Carrera
Sckell se formó en el mercado del jardín de Corte en Schwetzingen cerca de Mannheim y trabajó después de su aprendizaje en Bruchsal, París y Versalles. De 1773 a 1777, estuvo en Inglaterra ocupándose con la jardinería de estilo inglés. A su regreso, rediseñó los jardines del Parque de Schönbusch en Aschaffenburg para el príncipe-elector de Maguncia y el Arzobispo Friedrich Karl Joseph von Erthal en el estilo inglés, así como los del Parque Schöntal. Posteriormente fue responsable del inicio de los Jardines de Schwetzingen como parque escénico, y junto con Benjamin Thompson, fue comisionado por el Elector Carlos Teodoro de Baviera en 1789 para comenzar el Jardín Inglés de Múnich.
En el momento previo a trabajar en el Englischer Garten (Jardín Inglés de Múnich), Sckell pasó un breve periodo al servicio de los gobernantes de Baden, antes de ser llamado de nuevo en 1803 a Múnich, donde, como Director de los Jardines Reales, completó el Jardín Inglés. A continuación, transformó el jardín regular del Parque de Nymphenburg en una disposición más escénica.
Como paisajista, Sckell también fue el responsable de iniciar los jardines del castillo de Biebrich y Oppenweiler, y posiblemente los de Dirmstein también.

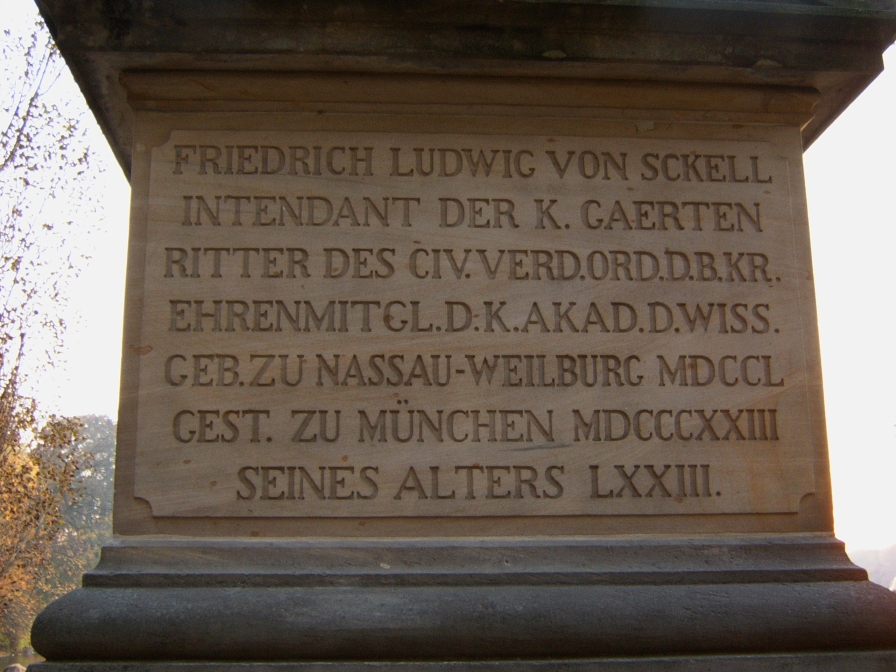
La inscripción en el Monumento a Ludwig von Sckell en el Jardín Inglés de Múnich.

En 1808, recibió el título de Caballero de Sckell, y añadió el término "von" a su nombre. Murió en 1823 en Múnich como Director de los Jardines de la Corte. Se erigió un monumento en el Jardín Inglés de Múnich en su honor. Está enterrado en el Alter Südfriedhof en Múnich.